# 미로슬라브 라둘리차
미로슬라브 라둘리차(세르비아어: Мирослав Радуљица, Miroslav Raduljica. 1988년 1월 5일~)는 세르비아의 농구 선수로 포지션은 파워 포워드, 센터이다. 전미 농구 협회(NBA)의 밀워키 벅스와 미네소타 팀버울브스 소속으로 활약했고, 가장 최근에 활동한 팀은 한국프로농구의 고양 오리온 오리온스이다.
세르비아 국가대표팀의 일원으로 국제 대회에 참가했으며, 2016년 하계 올림픽과 2014년 FIBA 농구 월드컵에서 준우승을 차지했다.

## 같이 보기
- 올림픽 농구 메달리스트 목록